# Uncaria callophylla
Uncaria callophylla là một loài thực vật có hoa trong họ Thiến thảo. Loài này được Blume ex Korth. miêu tả khoa học đầu tiên năm 1842.